# NGC 2800
NGC 2800 is een elliptisch sterrenstelsel in het sterrenbeeld Grote Beer. Het hemelobject werd op 17 maart 1790 ontdekt door de Duits-Britse astronoom William Herschel.

## Synoniemen
- UGC 4920
- MCG 9-15-117
- ZWG 264.94
- PGC 26302